# 太常郡
“太常郡”，即由太常管理的郡，是中國西漢時期專門管理皇家陵縣的一個特殊行政區，位於長安縣附近的三輔境內，與漢代的其他郡、國平級。
按照西漢前期的制度，皇帝下葬後，在其陵園周圍地區設縣，縣名與帝陵之名相同，後世稱之為陵縣。又遷各地豪族子弟到陵縣居住，以供奉帝后陵園。因九卿中的太常掌管宗廟祭祀之事，陵縣也由太常管理。這些陵縣實際上組成了一個“太常郡”，在史書中常與諸郡並稱。就其管理民政而言，太常郡也與普通的郡沒有區別。但太常郡所轄諸縣散布在京兆尹、左馮翊、右扶風三個郡級行政區（合稱三輔）境內，而且轄縣會隨時間推移不斷增加，因此太常郡有如一個“隱形郡”。
西漢太常領縣的制度不知起源於何時，至遲在漢武帝時已有。漢元帝永光三年（前41年）廢除了陵縣制。此後皇帝陵園不再單獨置縣，原有的九個陵縣分別歸三輔管理。
漢文帝之母薄太、漢昭帝之母趙婕妤也有陵縣。漢高帝為其父太上皇之陵所置的萬年縣與漢宣帝為其父史皇孫之陵所置的奉明縣是否也屬太常管轄已不可考。后世效仿于此，中部縣因黄帝陵而改名黄陵县，酃县因炎帝陵改名炎陵县。

## 陵县

### 太常郡所轄陵縣
1. 長陵縣（高帝陵）
2. 安陵縣（惠帝陵）
3. 霸陵縣（文帝陵）
4. 南陵縣（薄太陵）
5. 陽陵縣（景帝陵）
6. 茂陵縣（武帝陵）
7. 雲陵縣（趙婕妤陵）
8. 平陵縣（昭帝陵）
9. 杜陵縣（宣帝陵）

### 其它
1. 昌陵县，汉成帝在鸿嘉元年（前20年）修建第二座陵寝——昌陵时，所设陵县。